# Dział Zbiorów Nutowych
Dział Zbiorów Nutowych (do 2016: Biblioteka Materiałów Orkiestrowych Polskiego Wydawnictwa Muzycznego) –  dział warszawskiego Polskiego Wydawnictwa Muzycznego, zajmujący się wypożyczaniem partytur, wyciągów i librett polskich i zagranicznych utworów muzycznych na potrzeby wykonawcze instytucji muzycznych. Dział Zbiorów Nutowych mieści się przy ul. Fredry 8 w Warszawie.

## Historia
Dział Zbiorów Nutowych powstał w 1950 jako Centralna Biblioteka Muzyczna Centrali Obsługi Przedsiębiorstw i Instytucji Artystycznych. Po włączeniu w 1958 w struktury Polskiego Wydawnictwa Muzycznego funkcjonowała jako Centralna Biblioteka Nutowa. W 2016 roku, po przekształceniu Polskiego Wydawnictwa Muzycznego w Państwową Instytucję Kultury, nazwa biblioteki została zmieniona na Dział Zbiorów Nutowych.     
Dział Zbiorów Nutowych gromadzi i wypożycza materiały orkiestrowe umożliwiające wykonywanie zespołom wokalno-instrumentalnym symfonii, koncertów, baletów, oper i innych dzieł scenicznych. W DZN znajdują się utwory dawnych kompozytorów (jak na przykład Mikołaj Gomółka, Grzegorz Gerwazy Gorczycki, Mikołaj Zieleński, Marcin Mielczewski), polskich kompozytorów takich jak Fryderyk Chopin, Stanisław Moniuszko, Henryk Wieniawski, Karol Szymanowski, Witold Lutosławski, Karol Kurpiński, Franciszek Lessel, Grażyna Bacewicz, Kazimierz Serocki czy Henryk Mikołaj Górecki oraz utwory kompozytorów współczesnych (np. Wojciech Kilar, Zygmunt Krauze, Elżbieta Sikora, Marta Ptaszyńska, Paweł Mykietyn). Katalog obejmuje też utwory importowane od zagranicznych wydawców.
Na miejscu ze zbiorów korzystać może każdy, natomiast wypożyczać mogą instytucje krajowe i zagraniczne.